# Il Notturno di Chopin (film 2012)
Il Notturno di Chopin è un film del 2012 diretto da Aldo Lado. 
La pellicola segna il ritorno dietro la macchina da presa da parte del regista fiumano dopo un silenzio ultradecennale. Il cast è composto da attori non professionisti.

## Trama
Una bambina di nome Alessia sta giocando a frisbee in un parco cittadino assieme a un'amichetta. Quando corre a raccogliere l'oggetto finito dietro una siepe, però, viene rapita. Qualche ora dopo si risveglia rinchiusa in un macabro sotterraneo disseminato di vecchi giornali raccolti in pile. All'interno, gocce cadono ininterrottamente dalle tubature, mentre fuori si ode il corso del fiume nei pressi d'una diga e si vedono un ponte e una chiesa. 
La piccola chiama la mamma e chiede aiuto, ricordando pian piano l'accaduto e la mano guantata premuta sulla bocca. Inizialmente cede alla paura, ma presto riesce a costruirsi un suo mondo, giocando o interagendo con le poche cose a disposizione. Attraverso la grata che la separa dall'esterno vede passare una donna in bicicletta, la processione d'un funerale e anche l'elicottero della polizia partito alla sua ricerca, ma le sue richieste d'aiuto sono vane.
I giorni trascorrono con stati d'animo alterni, tra le apparizioni della madre in sogno e tentativi di ribellione al suo destino, mentre un notturno di Chopin, suonato di sopra da un misterioso uomo al pianoforte, scandisce il tempo della sua prigionia e soffoca la sua voce. Nella stanza vicina viene portata un'altra ragazzina, Michela. Poco dopo si sente entrare un uomo, un colpo sordo cui segue il silenzio.
Il giorno dopo, il carceriere scende nuovamente le scale e apre lentamente la porta; la piccola, che attende addossata al muro, s'immagina per un istante sul ponte, fuggitiva e libera, ma è un'illusione. La porta si chiude dietro al rapitore e si sente il grido della bambina.